# بيرت بينيا
بيرت بينيا (بالإنجليزية: Bert Peña)‏ هو لاعب كرة قاعدة أمريكي، ولد في 11 يوليو 1959 في سانتورس ‏ في الولايات المتحدة.

## وصلات خارجية
- بيرت بينيا على موقعبيزبول رفرنس.كوم (الدوري الرئيسي) (الإنجليزية)
- بيرت بينيا على موقعبيزبول رفرنس.كوم (الدوري الثانوي) (الإنجليزية)